# Louis-Agathon de Flavigny de Renansart
Louis-Agathon de Flavigny de Renansart, né le 17 janvier 1722 et mort le 12 février 1793, est un gentilhomme picard qui cumule 38 années de campagnes militaires et 22 années de services diplomatiques à Liège puis à Parme.
Issu d'une famille de la petite noblesse militaire désargentée, il n'a de cesse de s'élever par ses mérites militaires puis diplomatiques auprès de Louis XV et de Louis XVI. Sa deuxième ambition est de redresser l'état de sa maison et d'agrandir la superficie de ses seigneuries, dans la généralité de Soissons.

## Biographie

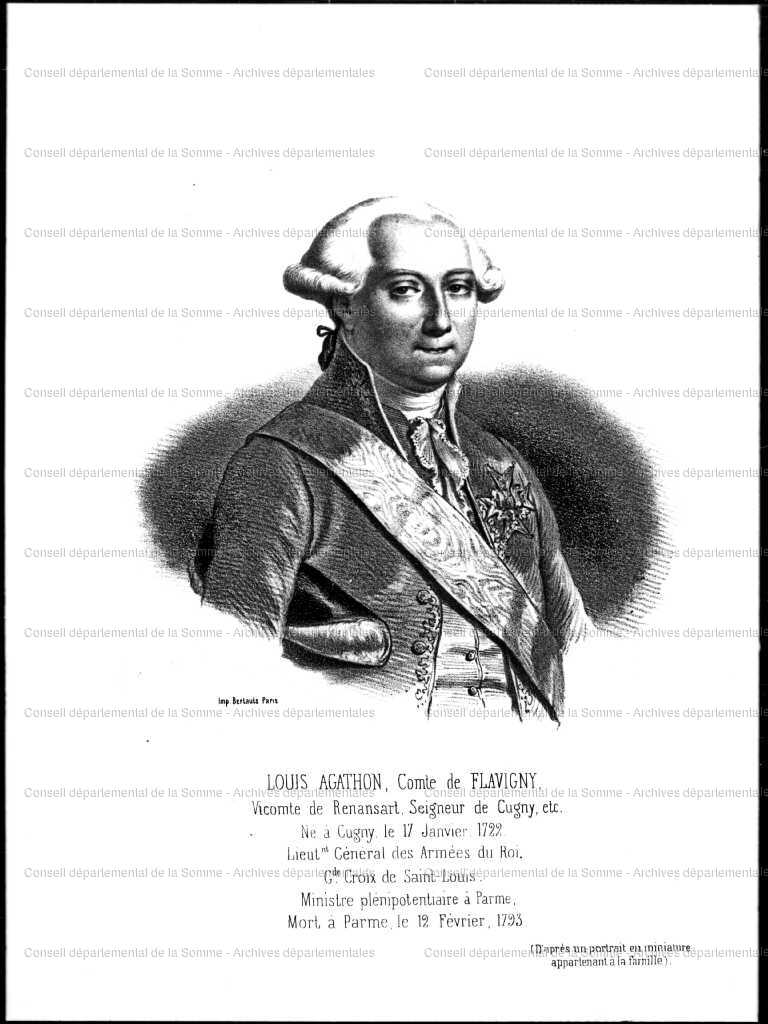
Louis-Agathon de Flavigny, dans sa jeunesse (Archives de la Somme)

### L'importance d'un beau mariage et d'une famille de substitution
Louis-Agathon de Flavigny naît le 17 janvier 1722 à Cugny (département actuel de l'Aisne), de César-François de Flavigny, vicomte de Renansart et Surfontaine, et de Marie-Madeleine-Agathe Truffier de Saint-Florent. Le nom de famille vient du fief de Flavigny, sis près de Guise dans le Soissonnais, et de la vicomté de Renansart, apportée dans la corbeille de mariée par Catherine de La Personne à Claude de Flavigny.
Louis-Agathon a un frère aîné, Claude Florimond et une sœur cadette Françoise-Agathe. Des trois enfants, seul Louis-Agathon survivra. À l'âge de 11 ans, il est envoyé comme enseigne au régiment d'infanterie de Bourbonnais où il sert dix ans. Il effectue cinq autres années dans divers régiments avant d'obtenir la charge d'une compagnie de gendarmes en 1748. Ce n'est qu'à l'âge de 37 ans qu'il peut envisager de se marier. Il épouse, le 11 février 1759, Marguerite-Félicité Bernard de Montigny (5 décembre 1737-16 décembre 1792), fille cadette du Receveur Général des Finances de la province de Picardie. En ses beaux-parents, il trouve le soutien financier qui lui a manqué jusque là. De sa famille, il dit : « C'est l'usage de ma maison depuis deux-cents ans de ne s'entendre à rien et de faire tout en dépit du bons sens, c'est cette cause morale qui a provoqué le malheur de mon nom et à laquelle je dois attribuer la dégradation de ma fortune et de mon peu d'existence dans le monde. »
L'année 1762 est marquée par deux décès, celui de son père et de son beau-père. Du vicomte de Renansart, il hérite d'un « château bâti de guingois, entouré de décombres, sans jardin, sans promenade, sans eaux et sans vue » et de 132 069 livres de dettes.

### Carrière militaire

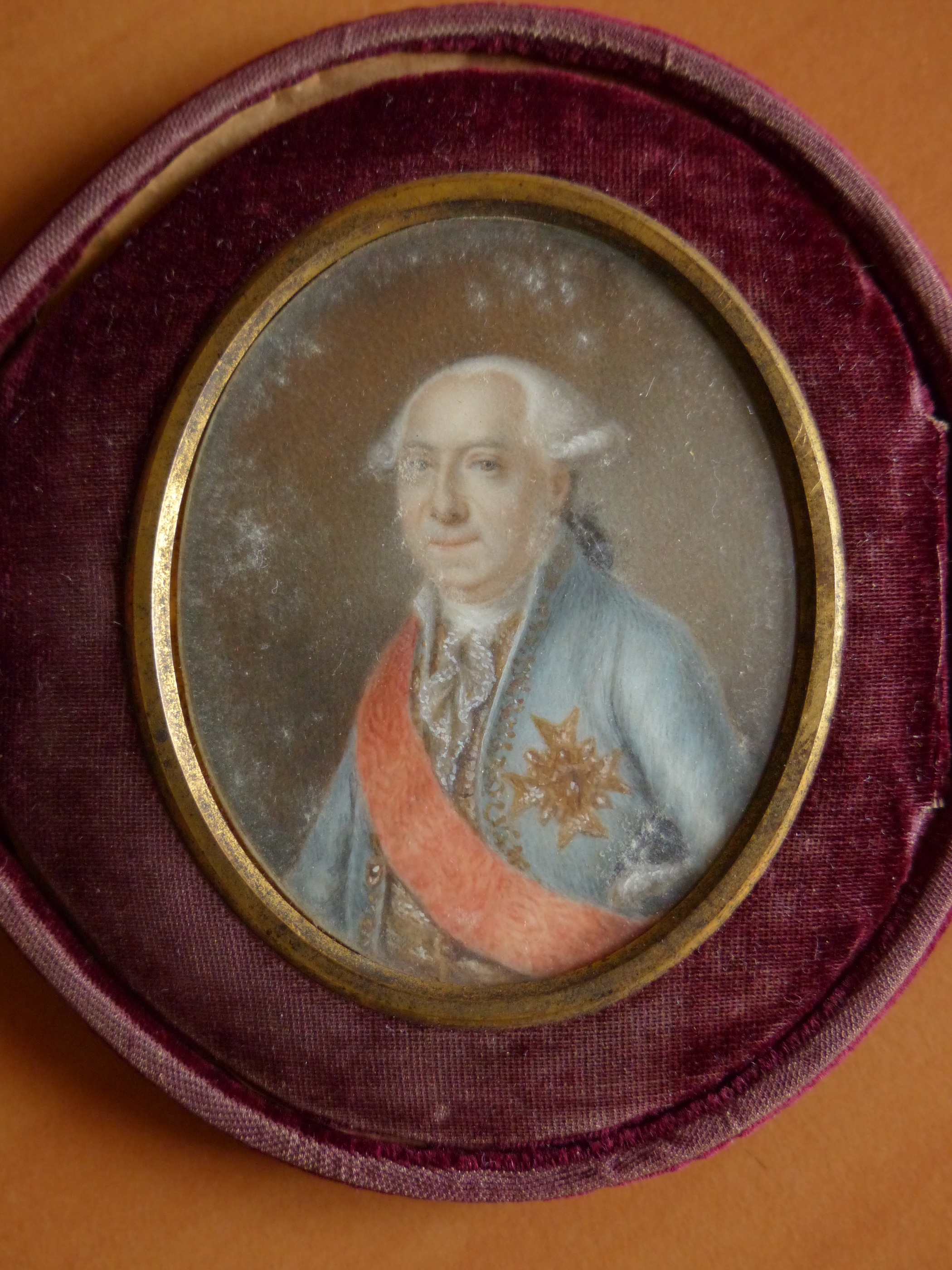
Louis-Agathon de Flavigny (musée du Pays de Laon, legs Flavigny 1882)

Louis-Agathon de Flavigny participe sous le règne de Louis XV à trois guerres : la guerre de Succession de Pologne (1733-1738), la guerre de Succession d'Autriche (1741-1748) et la guerre de Sept Ans (1756-1763). Il mène en tout dix-sept campagnes, sans compter trois campagnes d'hiver.
Louis XV qui veut rendre la Pologne à son beau-père, Stanislas Leszczynski, engage ses armées contre la Russie et l'Autriche. Louis-Agathon, alors dans le régiment de Bourbonnais, participe au siège de Kehl en 1733, à celui de Philippsbourg en 1734, avant de diriger une compagnie à la bataille de Clausen en 1735. Vient ensuite la guerre de succession d'Autriche où la France se range du côté de la Prusse et de la Bavière. Il participe aux trois premières campagnes en Bavière, au sein du régiment de Bourbonnais, et aux cinq suivantes, dans la compagnie des gendarmes de la Reine puis dans celle des chevau-légers d'Orléans. Il se retrouve au siège de Fribourg en 1744, à la bataille de Fontenoy, au siège des villes de Tournai, Termonde, Audenarde et Ath en 1745, au siège de Mons, Charleroi, Namur et à la bataille de Raucoux en 1746. En cette même année, il devient chevalier de l'ordre de Saint-Louis et l'année suivante, il passe capitaine de la compagnie des gendarmes d'Anjou. En 1756, éclate la guerre de Sept Ans, premier conflit mondial. Cette fois, la France se range du côté de l'Autriche, face à la Grande-Bretagne et la Prusse. Louis-Agathon effectue les quatre premières campagnes dans la Gendarmerie et les deux dernières comme maréchal de camp, par brevet du 20 février 1761, dont une en tant que commandant de la Gendarmerie, par le choix du roi. Il participe à la bataille de Hastenbeck, à la prise de Minden et de Hanovre, de Lutzelberg (1758) et de Cassel  (1761) et de nouveau à celle de Minden où il reçoit quatre coups de fusil dans ses habits et a son cheval tué sous lui. En 1760, il se trouve aux affaires de Corbach et de Warburg ainsi qu'à la bataille de Kloster Kampen.
La période de paix qui suit en 1762 ne voit pas ses mérites reconnus. Ce n'est que le 9 décembre 1771 qu'il reçoit la distinction de commandeur de l'ordre de Saint-Louis, suivie le 25 août 1779, par la distinction de grand-croix et le 1er mars 1780, du grade de lieutenant-général du roi.

### Rapports avec la Cour
« C'est une furieuse besogne que de vaincre son étoile et d'arrêter la fortune quand elle s'obstine à vous fuir. Il est aussi important de ne pas se laisser oublier de la cour qu'il est imprudent de trop se produire. »
Le comte de Flavigny, se basant sur ces deux principes, s'efforce de faire sa cour avec assiduité et efficacité. Jeune, on l'appelle à la cour « le beau Flavigny ». Plus âgé, il assiège les ministres pour « se peindre dans leur rétine », il se fait admettre aux chasses du roi, à Versailles comme à Compiègne. Il se fait inviter au grand couvert du roi comme à la table de Mme de Choiseul ou de M. de Penthièvre. En novembre 1776, il est convié au jeu par la reine. Comme ses moyens financiers sont limités, il loue à Versailles un appartement exigu et à Compiègne, un logement si éloigné du château qu'il arrive un jour en retard au dîner du roi. Les verrous sont tirés. Peu lui importe. Il s'enquiert à la cuisine du chemin des plats, le suit et se fait annoncer. Le roi est magnanime et l'accepte non seulement au dîner mais également à la cérémonie du coucher. Sa femme est aussi mise à contribution. Sur ses conseils, elle se lie d'amitié avec Mme de Rochecourt et la duchesse de Charost. A l'occasion d'une visite qu'elle rend à son oncle, Charles Brochet de la Forte Maison, en son château de Vérigny (actuel département d'Eure-et-Loir), son mari lui suggère d'inviter M. de Penthièvre qui demeure l'été en son château de Crécy.
C'est à ce prix que M. de Flavigny a obtenu les « bienfaits du roi » et a bien failli partir en Amérique en 1763, en tant que lieutenant-général du roi, le duc de Choiseul lui ayant assuré qu'il pouvait être tranquille sur son sort, même si la paix était revenue en France, car tout le monde le demandait.

### Missions diplomatiques à Liège et à Parme

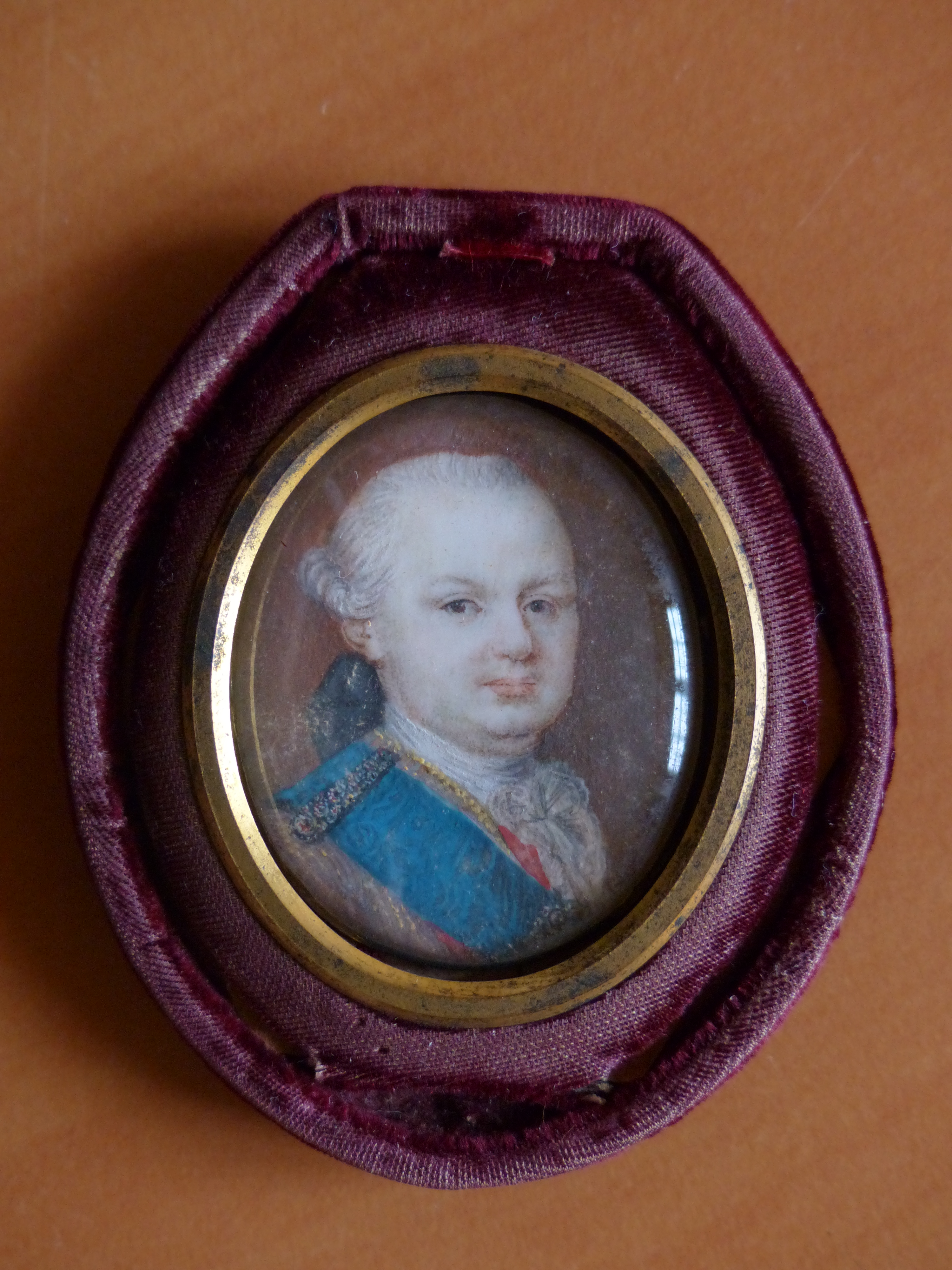
Don Ferdinand, duc de Parme: portrait miniature offert à M. de Flavigny (Musée du Pays de Laon, legs Flavigny 1882)

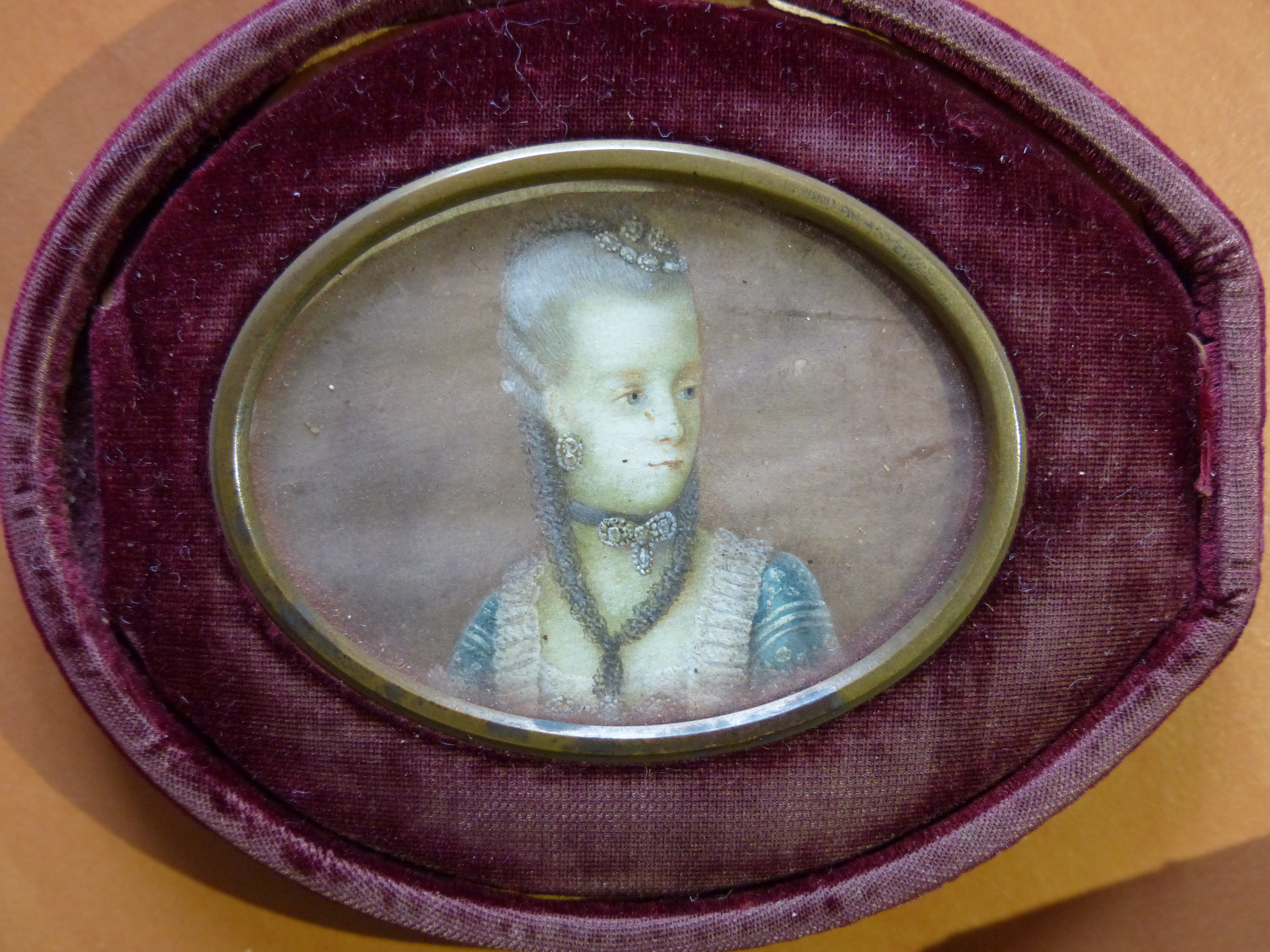
Marie-Amélie, infante de Parme. Portrait offert à Mme de Flavigny (Musée du Pays de Laon, legs Flavigny 1882)

Le roi qui sait compter sur son habileté le nomme, de novembre 1771 à mai 1772, ministre plénipotentiaire à Liège auprès du chapitre de la cathédrale Saint-Lambert. Sa mission est d'imposer, comme prince-évêque, un candidat favorable à la France. C'est finalement François-Charles de Velbrück qui est élu et qui gardera un souvenir ému de Mme de Flavigny, au point qu'il lui demandera, dans une lettre du 11 février 1773, de lui raconter ses amusements à Turin, alors qu'il « mène une vie stupidement tranquille à Liège. »
En septembre 1772, M. de Flavigny est nommé ministre plénipotentiaire au duché de Parme. Il est chargé par le roi d'une première mission à Turin : prendre des renseignements sur la conformation et la figure de la princesse Marie-Thérèse de Savoie, pressentie pour une alliance avec le comte d'Artois. M. de Flavigny arrive à Parme dans un contexte de forte tension. Marie-Amélie d'Autriche a épousé en 1769 le duc Don Ferdinand d'Espagne et elle entend substituer l'influence autrichienne à celle de la France et de l'Espagne. Le nouvel ambassadeur français doit faire preuve de diplomatie. Il y réussira et recevra, des infants, leurs deux portraits, en gage de respect. Sa mission à Parme est de représenter la France et de tenir le roi informé de tout ce qui a trait au duc de Modène, à l'archiduc Ferdinand et à leur gouvernement sans se mêler de l'administration interne. Il y réussit très bien. Il est aux yeux d' Umberto Benassi « un esprit équilibré, un observateur plein de sérénité, un juge impartial ». Jamais, les Français n'ont été autant aimés, l'Italie devient leur seconde patrie avec ses rites: bénédiction de leur maison et de leurs chevaux au début de l'année, banquet traditionnel de la Saint-Louis, représentation d'opéras comiques comme Le Tableau Parlant, Zémire et Azor, le Barbier de Séville, courses fréquentes du comte de Flavigny au palais ducal de Colorno, voyages d'agrément de la comtesse à Pise ou à Lucques. Un seul désagrément : la petite vérole en 1779. De temps en temps, ils obtiennent un congé et rejoignent la France par les ports de Gênes et de Marseille. En 1777, la voiture anglaise subit l'assaut des vagues et la majeure partie du train perd sa dorure. En juillet 1789, ils effectuent leur dernier séjour à Paris.

### Fin de sa vie

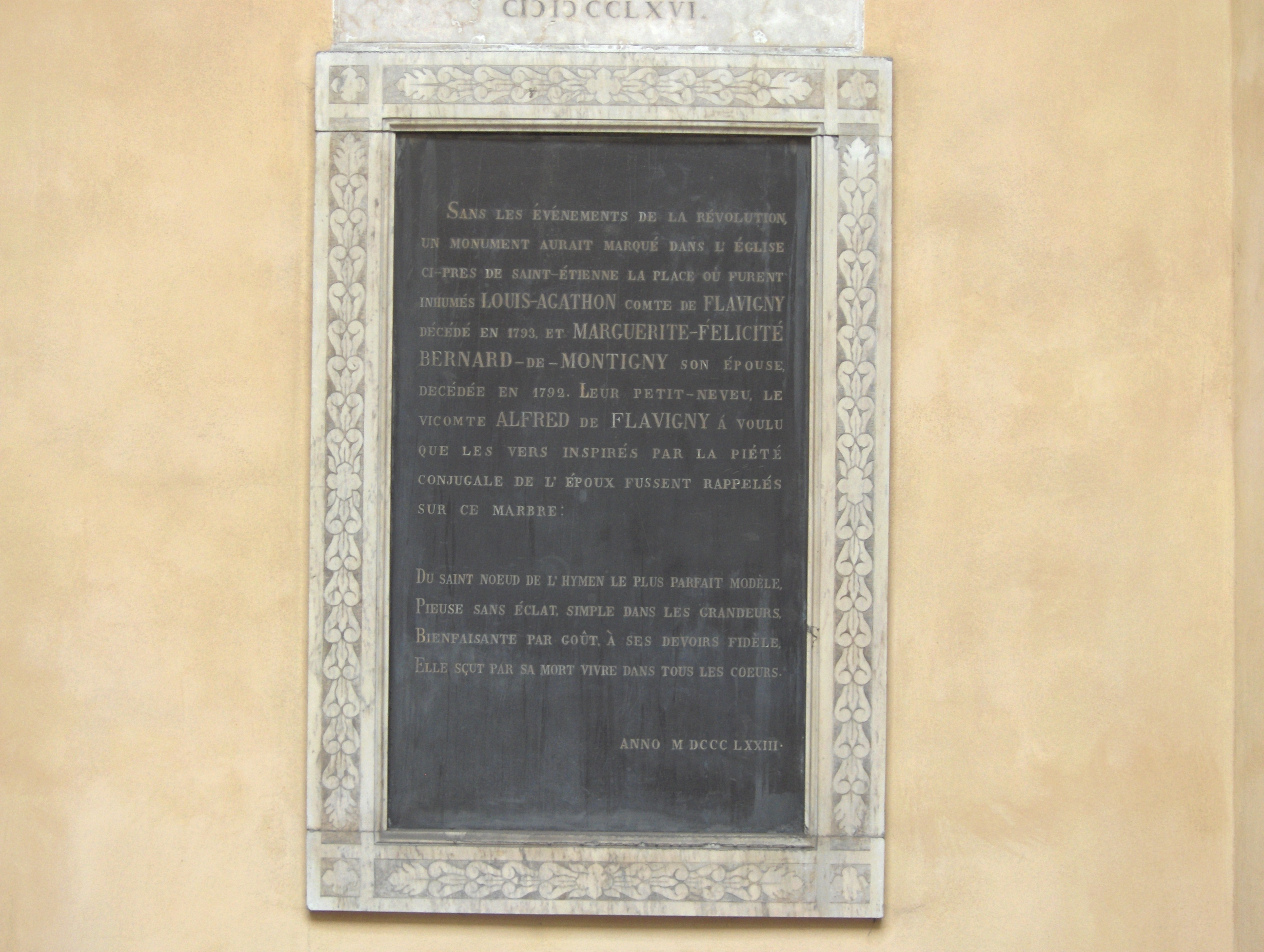
Plaque sépulcrale en l'honneur du couple Flavigny décédé à Parme

De retour à Parme, le couple Flavigny accueille les émigrés sur le chemin de l'exil : Mme Vigée Le Brun, dès octobre 1789 et les tantes de Louis XVI le 28 mars 1791 puis deux jours plus tard, le comte d'Artois qui réside, depuis septembre 1789, à Turin chez son beau-père. Au début de mars 1791, M. de Flavigny donne son dernier dîner annuel en l'honneur de l'infante et le 2 octobre, il remet au comte Ventura, ministre de Don Ferdinand, le texte de la Constitution votée par l'Assemblée nationale et sanctionnée par le roi. En juin 1792, il reçoit l'ordre de rentrer en France car l'ambassade ferme. Néanmoins, il décide de rester à Parme et de ne pas prêter le second serment civique pour la liberté et l'égalité, exigé de tout fonctionnaire en pays étranger.
Après le décès de sa femme le 16 décembre 1792, il se ravise et décide de rentrer en France mais il meurt d'une maladie de poitrine, le 12 février 1793, à Parme. Sa mort, deux mois après celle de sa femme, fera dire à son fondé de pouvoir à Paris, Nicolas Régnault : « Je pense que le chagrin et les désagréments qu'il a éprouvés dans sa place depuis sept ou huit mois ont beaucoup contribué à sa maladie. » Les dépouilles du couple Flavigny reposent à Parme, où leur petit-neveu, Alfred de Flavigny, fait mettre, le 26 septembre 1876, dans la demi-rotonde de la porte de l'église Saint-Antoine, une plaque avec les vers inspirés par la fidélité conjugale des époux.

## Le château de Renansart et les autres seigneuries

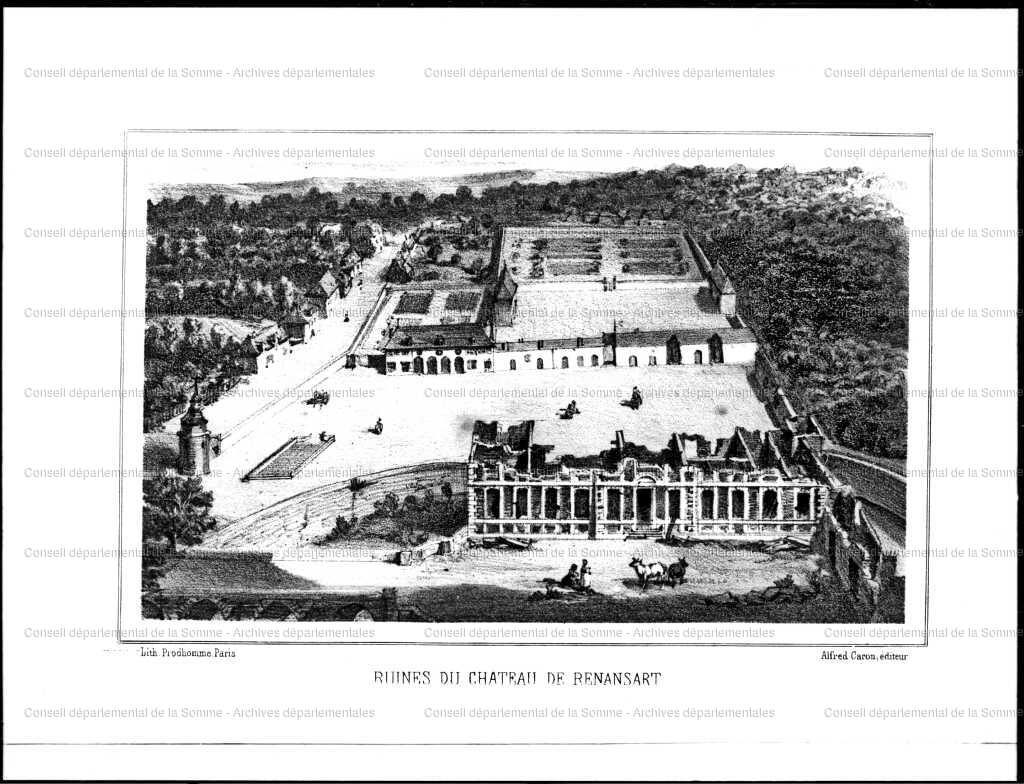
Les ruines du château de Renansart (Archives de la Somme)

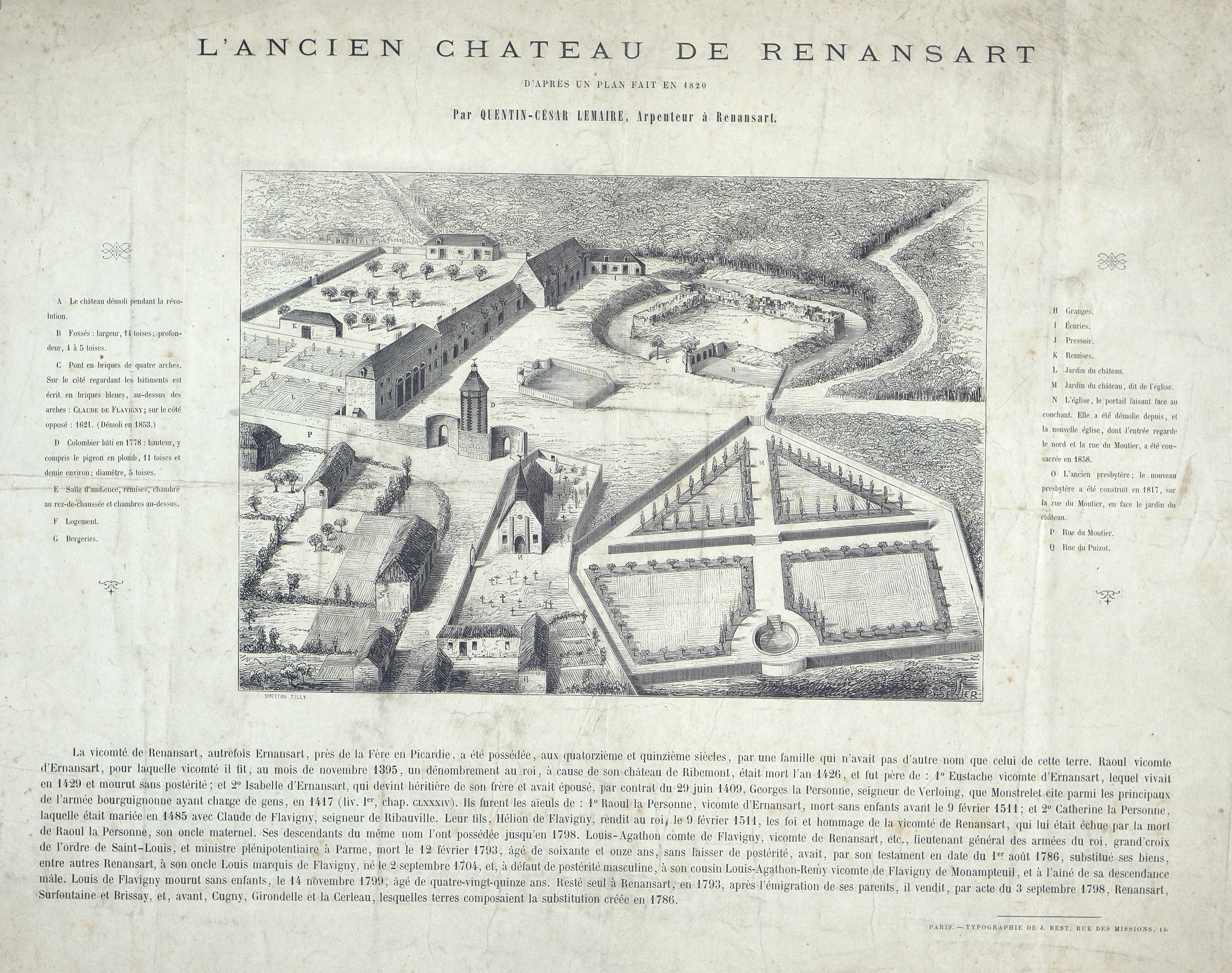
L'ancien château de Renansart d'après un plan fait en 1820 (Archives de l'Aisne)

Du château de Renansart, il ne reste que deux gravures du XIXe siècle qui en montrent les ruines. La destruction du château est imputée aux révolutionnaires sans qu'aucune preuve ne soit apportée aux Archives nationales et départementales. Pillé et incendié en 1655 par l'armée du Prince de Condé, il a été reconstruit à la fin du XVIIe siècle sur les anciennes murailles du manoir. Le père de Louis-Agathon  qui y a habité, cinquante ans durant, l'a laissé se dégrader. Le château est composé de deux ailes en équerre, avec une tour carrée aux angles. On accède à la cour d'honneur par un pont qui franchit le fossé et isole le château des communs. Derrière les communs, s'étend le jardin du château; une allée sur le devant traverse le jardin, dit de l'église. Les chiffres sur la gravure précisent la fonction des bâtiments.

### Les modifications apportées dès 1763
M. de Flavigny pare au plus pressé et fait réparer les bâtiments à usage rural: les bergeries, le pignon du poulailler et de la grange où il fait installer la nouvelle écurie, l'autre « ayant fondu de vétusté et menaçant d'écraser ceux qui l'habitent ». Il fait refaire la charpente des moulins, non loin du village. Un nouveau pressoir voit le jour, un nouveau colombier, en 1778, à l'entrée du château ainsi qu' une remise avec des caves, quelques chambres en entresol et des greniers au-dessus.

### Le projet de modification du château en 1766

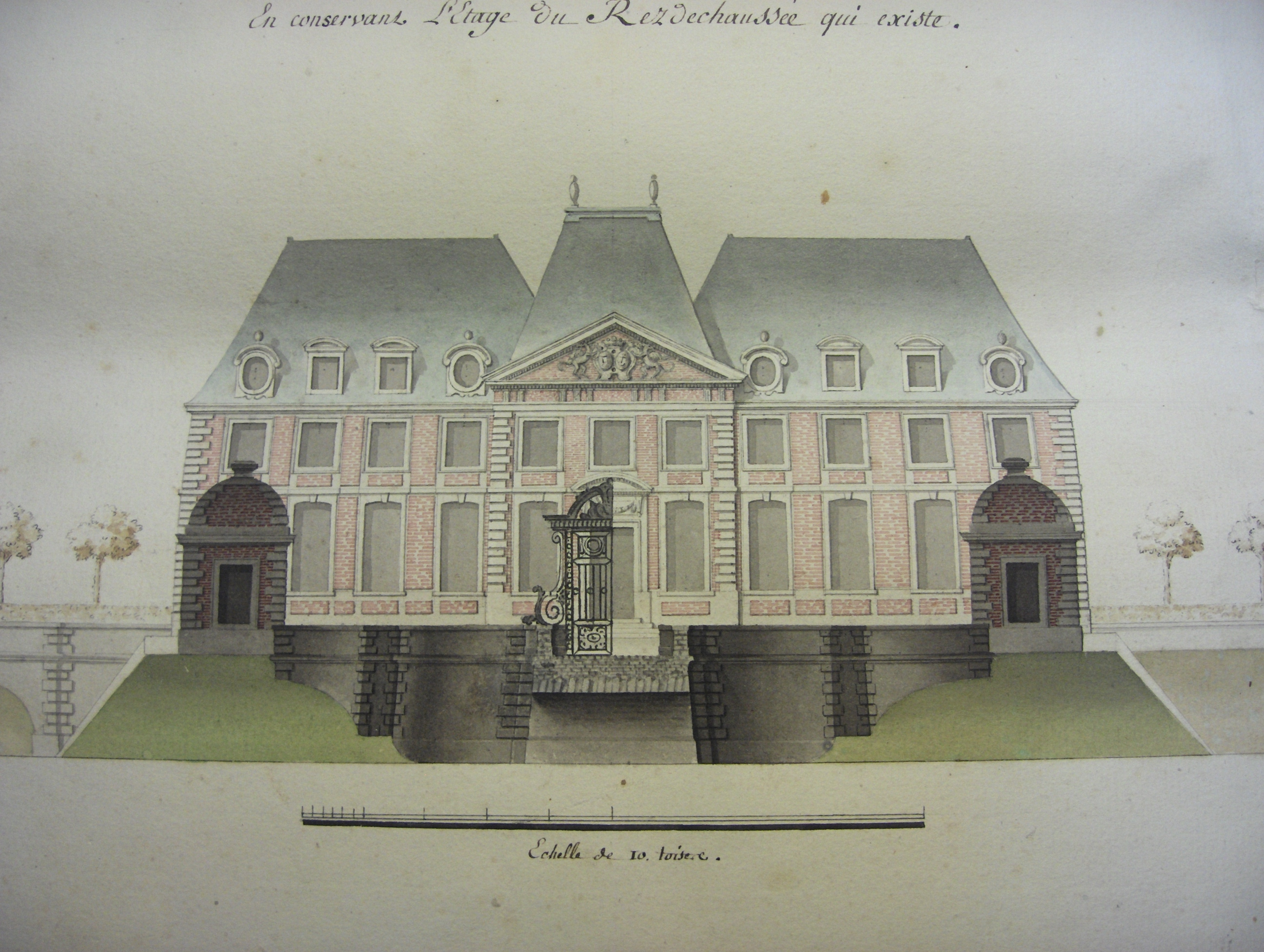
Projet de façade du château de Renansart (1766) (Archives nationales, T//348)

M. de Flavigny envisage de rehausser le château d'un étage et de l'entourer d'un parc traversé d'allées cavalières et de jardins à la française. L'aile à droite du château, en mauvais état, doit être rasée pour dégager une façade classique avec un corps de logis central en saillie et deux ailes dans le même alignement, à fenêtrages identiques. L'entrée donne sur un grand escalier qui mène à l'étage et aux chambres. Au rez-de chaussée, se trouvent le salon et la salle à manger ainsi que la chambre du comte et celle de la comtesse, contiguë à celle de sa femme de chambre. Un escalier descend à l'office et à la cuisine. Mais ce château ne verra pas le jour car M. de Flavigny n'a pas eu, à son grand regret, de descendance et, qui plus est, a vécu, vingt ans durant, en Italie.
Le château a donc conservé son rez-de-chaussée inchangé, avec ses deux ailes dont l'une au couchant où seuls les souterrains ont été consolidés. La disposition et l'ameublement des pièces nous sont connus. La porte d'entrée donne sur un couloir qui dessert à gauche le salon de compagnie, faisant aussi office de salle à manger. Un grand sofa, un trumeau, des tables de jeu, une table à manger entourée de six fauteuils garnis de velours d'Utrecht rayé rouge et blanc. À l'angle, la chambre de M. le comte, avec son lit de damas cramoisi, sa table de toilette et sa bibliothèque. À l'opposé, la chambre de Madame avec sa garde-robe qui jouxte l'antichambre de sa femme de chambre, Mlle Lemaire. Suivent deux autres chambres: celle à l'usage de M. Leroux lors de ses passages à Renansart, avec son lit à bois doré en baldaquin de moire rouge, rayée blanc et cramoisi, et la grande armoire renfermant les papiers de la seigneurie. L'autre, plus modeste, est à l'usage du fidèle secrétaire, M. Orcelle. Dans l'autre aile recouverte d'un toit de chaume, sont logés les domestiques. Le concierge, à la fois régisseur, comptable et receveur de la vicomté, est logé avec sa famille dans le bâtiment des remises, refait à neuf.

### Les terres de Renansart et autres seigneuries
Si M. de Flavigny s'est donné comme tâche de relever l'état de sa maison, il a voulu aussi, au fil des ans, agrandir la superficie de ses propriétés et les concentrer sur les départements actuels de l'Aisne et des Ardennes. Il a acquis Brissay en 1780 moyennant 213 000 livres, Girondelle en 1787 pour 172 000 livres et La Cerleau en 1789 pour 41 700 livres. Le revenu annuel de Renansart, en 1787, atteint 11 846 livres, celui de Cugny 2 000 livres, Brissay 7 287 livres, Girondelle 3 700 livres et La Cerleaux 1 360 livres.
Les dépenses sont nombreuses : travaux, réparations, achat de matériel et de grains, gages du personnel. Rien qu'à Renansart sont employés Gilles-Marie Boullet, le régisseur, sa femme qui tient la basse-cour et s'occupe du linge, un jardinier, deux gardes, deux charretiers et deux servantes. Si les recettes atteignent en 1787 49 373 livres, les dépenses s'élèvent à 37 887 livres.
Les terres de Renansart et de Surfontaine sont vastes car situées sur deux paroisses traversées par quatre ou cinq lieues de chemin planté en arbres mais l'apparence d'une grande terre est trompeuse car la partie la plus fertile est, selon M. de Flavigny, possédée par des gens de mainmorte et englobe des fiefs qui ne relèvent pas de la seigneurie. Il y a beaucoup de vergers plantés en pommiers. On y cultive sinon du blé, de l'orge, du seigle, du colza et du lin. A la ferme, on élève pigeonneaux, vaches, veaux, cochons, poules et canards, vendus tout comme le beurre, les céréales, les pommes et le bois abattu sur le domaine. Tout ceci assure au couple Flavigny un revenu approchant 30 000 livres auquel s'ajoutent les pensions militaires et gratifications pour un total de 8 927 livres. À partir de 1772, s'ajoutent les appointements de ministre plénipotentiaire à Parme, à savoir 40 000 livres.
M. de Flavigny a donc réussi à se constituer une fortune à laquelle sa famille ne le prédestinait pas, lui qui écrivait à se femme en 1761 : « L'intelligence des affaires n'est pas assurée à notre race non plus qu'à notre province picarde que l'on appelle avec raison la garenne des sots et il y a plus de quatre-cents ans que nous fournissons les baliveaux de cette garenne. » Il ne croyait pas si bien dire. Sa succession en est l'exemple.

## Ce qui est advenu de leurs biens
Mme de Flavigny fait son testament à Paris en 1785, léguant une grande partie de ses biens à son filleul, Louis-Félicité de Flavigny de Monampteuil. Son mari rédige le sien à Renansart, le 1er août 1786. Il spécifie que « son cœur sera séparé de sa sépulture pour être transporté dans sa paroisse de Renansart où il sera déposé en attendant que Dieu ait disposé des jours de la Comtesse de Flavigny, sa digne et vertueuse épouse, pour être réuni  à ses cendres et ne faire qu'une seule et même sépulture, en signe de la parfaite union qui a toujours subsisté entre eux. » 
Hormis les rentes viagères distribuées à son personnel, il lègue ses biens à son vieil oncle, Louis de Flavigny, qu'il institue son légataire universel en ajoutant une clause de substitution graduelle, perpétuelle et masculine afin que cet héritage revienne, à sa mort, à son cousin, Louis-Agathon de Flavigny de Monampteuil puis à la mort de ce dernier, à son fils aîné, Louis-Félicité.
Mais rien ne se passe comme prévu. Les Flavigny de Monampteuil ont émigré et leur part d'héritage revient, du moins, dans les premiers temps, à la République. D'autre part, Louis-Agathon de Flavigny est porté sur la liste des émigrés. Son oncle se bat pour rayer son nom de la liste et pouvoir ainsi hériter. Ses démarches aboutissent en 1795 mais il a alors 91 ans et il est très mal entouré. Chacun guigne son héritage qu'il dilapide à tous vents. Il se laisse gruger et vend à vil prix toutes les terres acquises par son neveu, juste avant de décéder le 14 novembre 1799. Les Flavigny de Charmes et de Liez, sans aucun lien de parenté avec les Flavigny de Renansart, mettent main basse, le 3 septembre 1798, sur Renansart sans que cela éponge leurs dettes puisque c'est le notaire, chargé de leurs affaires, Maître Doffémont, qui leur rachète la ferme. Mme de Récourt achète, quant à elle, le château qu'elle revend à la démolition.
L'extinction de la branche des Flavigny de Renansart est suivie par celle des Flavigny de Monampteuil, à la fin du XIXe siècle.

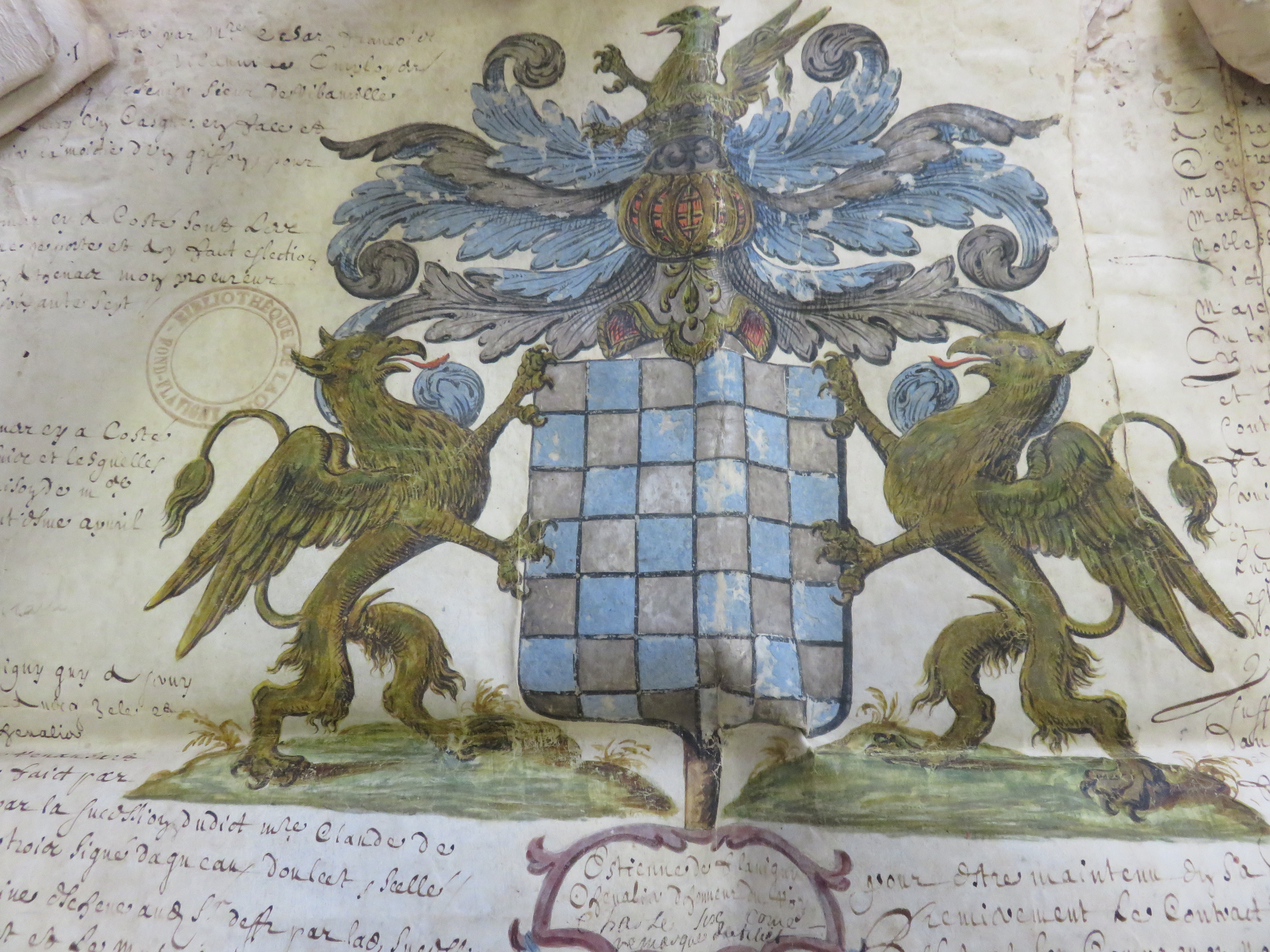
Armes des Flavigny: échiqueté d'argent et d'azur, à un écusson de gueules en abîme et une bordure de sable. Couronne de comte. Support: deux lions. (Ville de Laon, bibliothèque municipale, boîte 1, liasse 9)

### Archives
- Archives nationales, site de Paris : T//348/1: contrat de mariage, pièces relatives à la succession de la famille de Montigny, plans du château; 348/2: état des revenus du comte et de la comtesse en 1785, quittances de dépenses en français et en italien (1782-1785): 348/3: recettes et dépenses (1772-1783) ; T//*/348: dépenses à Parme (1778-1783); Minutier central MC/ET/XCV/221: mariage de Louis-Agathon de Flavigny et de Marguerite-Félicité Bernard de Montigny, devant Maître Bessonet; MC/ET/LXXVIII/1001: inventaire après décès des Flavigny, devant maître Guillaume.
- Archives nationales, site de Pierrefitte : F/7/4841: microfilm, dossier n°3: demande de radiation de Louis-Agathon de Flavigny de la liste des émigrés.
- Archives départementales de l'Aisne: FRAD002_6FI_0042, Vue du château de Renansart.
- Archives départementales de la Somme: 4MI6-b103, Ruines du château de Renansart.
- Bibliothèque Suzanne Martinet à Laon, Fonds Flavigny. Boîte 1 : généalogie, extraits de naissance, mariages et décès ; boîte 2 : carrière militaire et diplomatique ; boîte 5 : comptes de M. Leroux, acquisition des seigneuries, lettre du prince-évêque de Liège, courrier de M. de Flavigny à sa femme ; boîte 6 (liasses 8 à 15) succession, testament et inventaire ; boîte 7 : Courrier de M. Régnault à M. de Flavigny ; boîte 10 : réclamation d'indemnités après la révolution par les Flavigny de Monampteuil et pose du marbre à Parme par Alfred de Flavigny.
- Musée du Pays de Laon : Legs Flavigny 1882 : portraits de Louis-Agathon de Flavigny et des infants du duché de Parme.